# Großer Preis von Deutschland 1968
Der Große Preis von Deutschland 1968 (offiziell XXX Großer Preis von Deutschland) fand am 4. August auf dem Nürburgring in Nürburg statt und war das achte Rennen der Automobil-Weltmeisterschaft 1968. Das Rennen hatte auch den FIA-Ehrentitel Großer Preis von Europa.

## Berichte

### Hintergrund

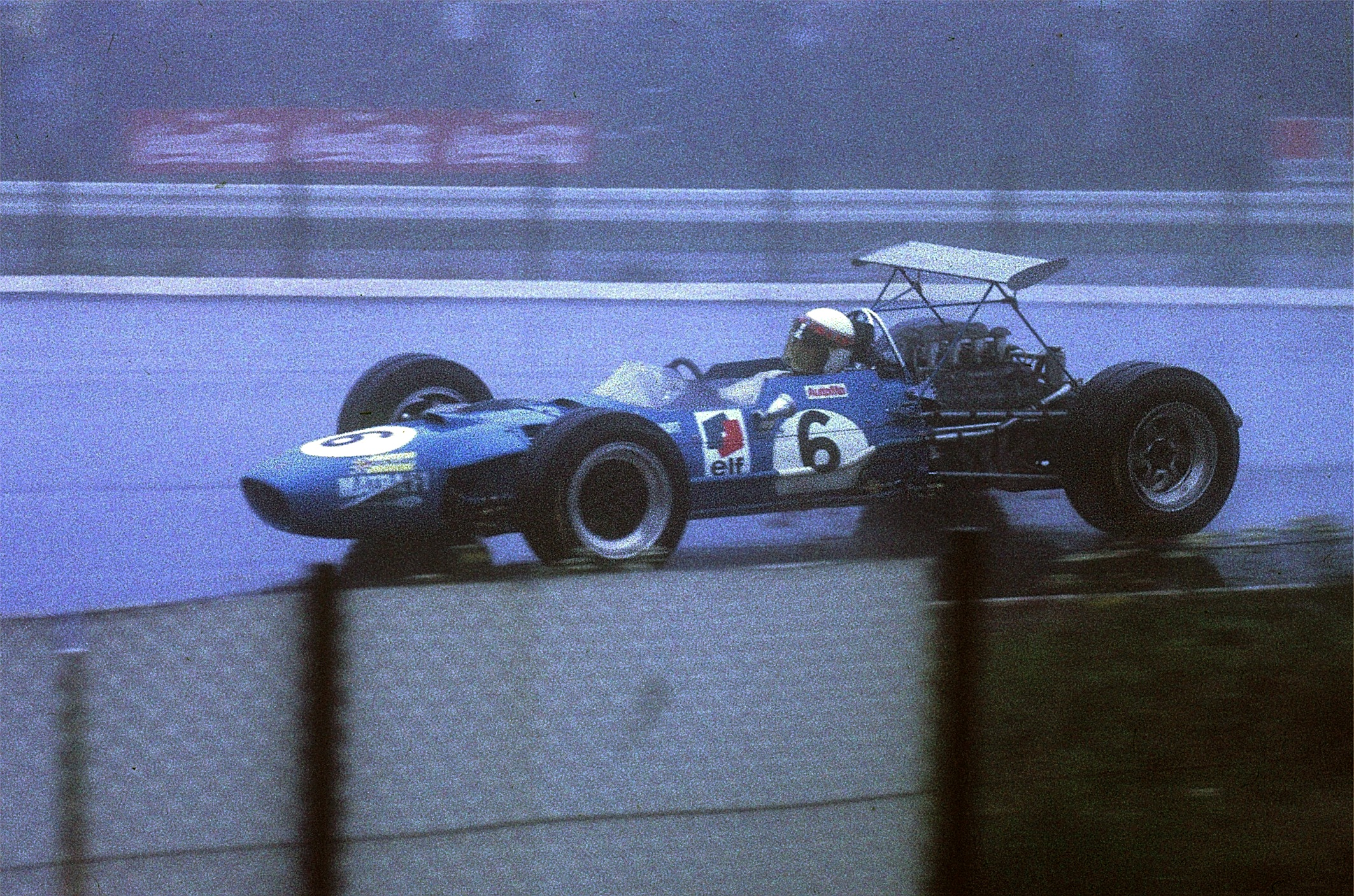
Jackie Stewart auf Weg zum Sieg

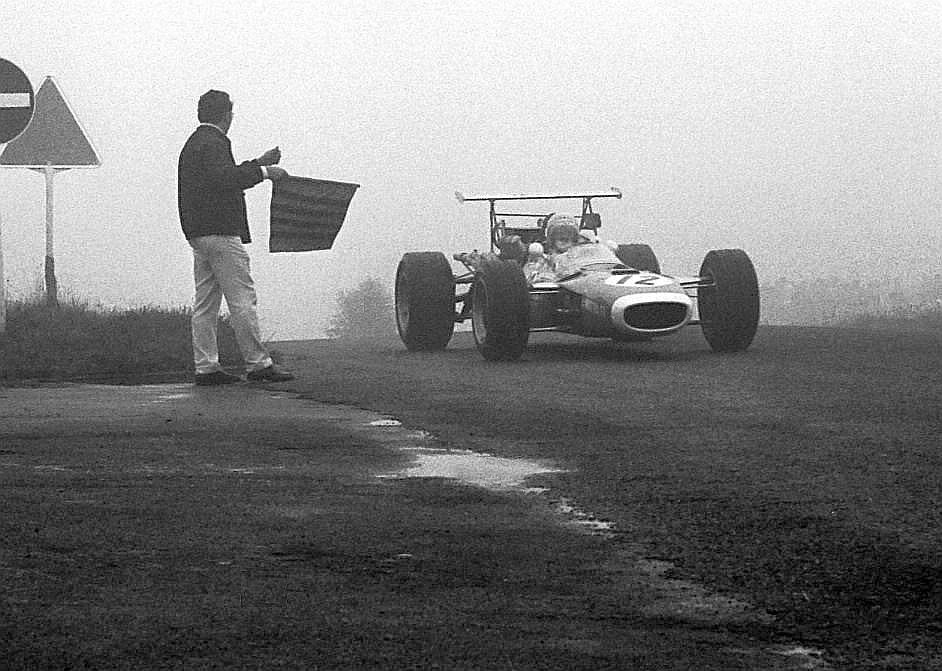
Jean-Pierre Beltoise im Nebel

Zwei Wochen nach dem überraschenden Sieg des Privatfahrers Joseph Siffert beim Großen Preis von Großbritannien traf ein nahezu unverändertes Teilnehmerfeld am Nürburgring ein. Ergänzt wurde es lediglich durch zwei einheimische Gaststarter. Kurt Ahrens absolvierte seinen dritten Grand Prix am Steuer eines privaten Brabham, während Hubert Hahne wie bereits im Vorjahr am Steuer eines Formel-2-Lola-BMW mit 2-Liter-Motor antrat.
Dan Gurney sorgte an diesem Wochenende für ein Novum in der Formel 1, indem er als erster Grand-Prix-Pilot einen Vollvisierhelm benutzte.

### Training
Sämtliche Trainingseinheiten fanden auf nasser Strecke statt. Jacky Ickx erzielte die Pole-Position mit einer um rund zehn Sekunden schnelleren Rundenzeit als sein Teamkollege Chris Amon, der den zweiten Platz in der ersten Reihe neben dem drittplatzierten Jochen Rindt erreichte. Die zweite Startreihe teilten sich Graham Hill und Vic Elford. Jackie Stewart qualifizierte sich für den sechsten Startplatz.

### Rennen
Am Vormittag des Renntages, als bereits dichter Nebel herrschte und die Sicht in einigen Streckenteilen weniger als 50 Meter betrug, beauftragte die Rennleitung die GPDA-Vertreter Joakim Bonnier und Hill, die Situation zu bewerten. Nicht zuletzt wegen der rund 250.000 angereisten Zuschauer plädierten die beiden für die Durchführung des Rennens und gegen eine Absage. In der Hoffnung auf eine Besserung der Umstände wurde der Start um eine Stunde verschoben. Obwohl keine Veränderung eintrat, wurde das Rennen schließlich gestartet.
Hill übernahm zunächst die Führung vor Amon, Rindt und Stewart. Bereits im Laufe der ersten Runde gelang es jedoch Stewart, die Spitze zu übernehmen, die er fortan stetig ausbaute und bis zum Ende des Rennens nicht mehr abgab. Dabei profitierte er unter anderem von seinen Dunlop-Regenreifen, die denen der Konkurrenz überlegen zu sein schienen. Nach zwei Runden auf der rund 22,8 Kilometer langen Rennstrecke betrug sein Vorsprung bereits 34 Sekunden vor dem zweitplatzierten Hill, der sich zwischenzeitlich einmal auf der regennassen Fahrbahn drehte. Es gelang Hill jedoch auszusteigen, sein Fahrzeug zu wenden und wieder in Gang zu setzen, bevor der Drittplatzierte Rindt die Stelle erreichte. Sonst hätte dies unter den schlechten Sichtverhältnissen möglicherweise zu einer kritischen Situation geführt.
Stewart gewann am Ende mit rund vier Minuten Vorsprung vor Hill und Rindt. Der Sieg gilt angesichts der Überlegenheit unter diesen schwierigen Bedingungen als einer der größten seiner Karriere. Nachdem Amon durch einen Unfall ausgeschieden war, ging der vierte Platz an seinen Teamkollegen Ickx.
Das Rennen gilt  als die größte Regen- und Nebelschlacht der Formel-1-Geschichte. Der Legende nach soll eines der Überholmanöver im dichten Nebel von keinem der beiden beteiligten Rennfahrer wahrgenommen worden sein.

## Meldeliste

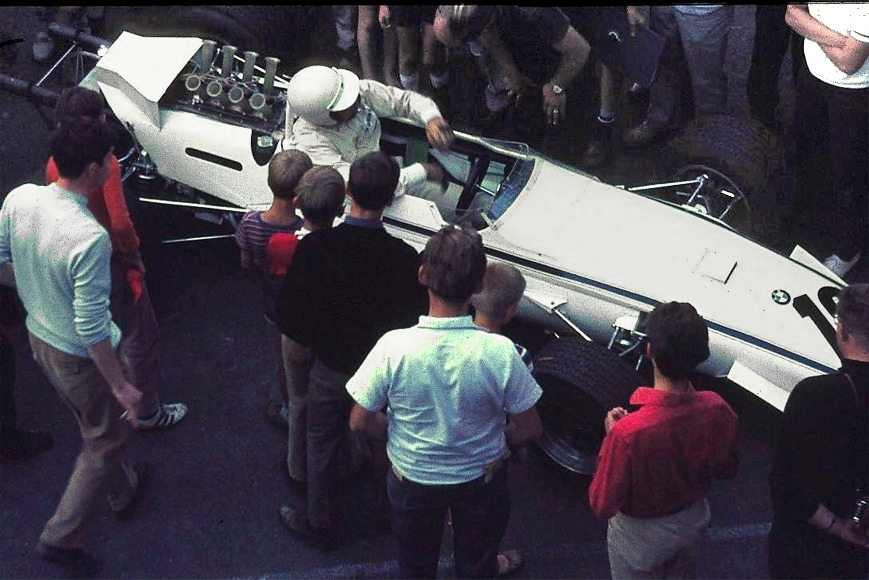
Hubert Hahne im Lola-BMW Formel 2 während des Trainings

| Team                          | Nr. | Fahrer               | Chassis            | Motor                    | Reifen |
| ----------------------------- | --- | -------------------- | ------------------ | ------------------------ | ------ |
| Bruce McLaren Motor Racing    | 01  | Denis Hulme          | McLaren M7A        | Ford Cosworth DFV 3.0 V8 | G      |
| Bruce McLaren Motor Racing    | 02  | Bruce McLaren        | McLaren M7A        | Ford Cosworth DFV 3.0 V8 | G      |
| Gold Leaf Team Lotus          | 03  | Graham Hill          | Lotus 49B          | Ford Cosworth DFV 3.0 V8 | F      |
| Gold Leaf Team Lotus          | 21  | Jackie Oliver        | Lotus 49B          | Ford Cosworth DFV 3.0 V8 | F      |
| Brabham Racing Organisation   | 04  | Jack Brabham         | Brabham BT26       | Repco 860 3.0 V8         | G      |
| Brabham Racing Organisation   | 05  | Jochen Rindt         | Brabham BT26       | Repco 860 3.0 V8         | G      |
| Matra International (Tyrrell) | 06  | Jackie Stewart       | Matra MS10         | Ford Cosworth DFV 3.0 V8 | D      |
| Honda Racing                  | 07  | John Surtees         | Honda RA301        | Honda RA301E 3.0 V12     | F      |
| Scuderia Ferrari SpA SEFAC    | 08  | Chris Amon           | Ferrari 312 (1968) | Ferrari 242C 3.0 V12     | F      |
| Scuderia Ferrari SpA SEFAC    | 09  | Jacky Ickx           | Ferrari 312 (1968) | Ferrari 242C 3.0 V12     | F      |
| Owen Racing Organisation      | 10  | Pedro Rodríguez      | BRM P133           | BRM P142 3.0 V12         | G      |
| Owen Racing Organisation      | 11  | Richard Attwood      | BRM P126           | BRM P142 3.0 V12         | G      |
| Matra Sports                  | 12  | Jean-Pierre Beltoise | Matra MS11         | Matra MS9 3.0 V12        | D      |
| Anglo American Racers         | 14  | Dan Gurney           | Eagle T1G          | Weslake 58 3.0 V12       | G      |
| Rob Walker Racing             | 16  | Joseph Siffert       | Lotus 49B          | Ford Cosworth DFV 3.0 V8 | F      |
| Caltex Racing Team            | 17  | Kurt Ahrens          | Brabham BT24       | Repco 740 3.0 V8         | D      |
| Bayerische Motoren Werke AG   | 18  | Hubert Hahne         | Lola T102          | BMW M12/1 L4 1.6         | D      |
| Cooper Car Company            | 19  | Lucien Bianchi       | Cooper T86B        | BRM P142 3.0 V12         | G      |
| Cooper Car Company            | 20  | Vic Elford           | Cooper T86B        | BRM P142 3.0 V12         | G      |
| Reg Parnell Racing            | 22  | Piers Courage        | BRM P126           | BRM P142 3.0 V12         | G      |
| Charles Vögele Racing         | 23  | Silvio Moser         | Brabham BT20       | Repco 620 3.0 V8         | G      |

## Klassifikationen

### Startaufstellung
| Pos. | Fahrer               | Konstrukteur  | Zeit       | Ø-Geschwindigkeit | Start |
| ---- | -------------------- | ------------- | ---------- | ----------------- | ----- |
| 01   | Jacky Ickx           | Ferrari       | 9:04,0     | 151,114 km/h      | 01    |
| 02   | Chris Amon           | Ferrari       | 9:14,9     | 148,146 km/h      | 02    |
| 03   | Jochen Rindt         | Brabham-Repco | 9:31,9     | 143,742 km/h      | 03    |
| 04   | Graham Hill          | Lotus-Ford    | 9:46,0     | 140,283 km/h      | 04    |
| 05   | Vic Elford           | Cooper-B.R.M. | 9:53,0     | 138,627 km/h      | 05    |
| 06   | Jackie Stewart       | Matra-Ford    | 9:54,2     | 138,347 km/h      | 06    |
| 07   | John Surtees         | Honda         | 9:57,8     | 137,514 km/h      | 07    |
| 08   | Piers Courage        | B.R.M.        | 10:00,1    | 136,987 km/h      | 08    |
| 09   | Joseph Siffert       | Lotus-Ford    | 10:03,4    | 136,238 km/h      | 09    |
| 10   | Dan Gurney           | Eagle-Weslake | 10:13,9    | 133,908 km/h      | 10    |
| 11   | Denis Hulme          | McLaren-Ford  | 10:16,0    | 133,451 km/h      | 11    |
| 12   | Jean-Pierre Beltoise | Matra         | 10:17,3    | 133,170 km/h      | 12    |
| 13   | Jackie Oliver        | Lotus-Ford    | 10:18,7    | 132,869 km/h      | 13    |
| 14   | Pedro Rodríguez      | B.R.M.        | 10:19,7    | 132,655 km/h      | 14    |
| 15   | Jack Brabham         | Brabham-Repco | 10:23,1    | 131,931 km/h      | 15    |
| 16   | Bruce McLaren        | McLaren-Ford  | 10:33,0    | 129,867 km/h      | 16    |
| 17   | Kurt Ahrens          | Brabham-Repco | 10:37,3    | 128,991 km/h      | 17    |
| 18   | Hubert Hahne         | Lola-BMW      | 10:42,9    | 127,867 km/h      | 18    |
| 19   | Lucien Bianchi       | Cooper-B.R.M. | 10:46,6    | 127,136 km/h      | 19    |
| 20   | Richard Attwood      | B.R.M.        | 10:48,2    | 126,822 km/h      | 20    |
| 21   | Silvio Moser         | Brabham-Repco | keine Zeit | –                 | –     |

### Rennen
| Pos. | Fahrer               | Konstrukteur  | Runden | Stopps | Zeit      | Start | Schnellste Runde |
| ---- | -------------------- | ------------- | ------ | ------ | --------- | ----- | ---------------- |
| 01   | Jackie Stewart       | Matra-Ford    | 14     | 0      | 2:19:03,2 | 06    | 9:36,0 (08.)     |
| 02   | Graham Hill          | Lotus-Ford    | 14     | 0      | + 4:03,2  | 04    |                  |
| 03   | Jochen Rindt         | Brabham-Repco | 14     | 0      | + 4:09,4  | 03    |                  |
| 04   | Jacky Ickx           | Ferrari       | 14     | 2      | + 5:55,2  | 01    |                  |
| 05   | Jack Brabham         | Brabham-Repco | 14     | 0      | + 6:21,1  | 15    |                  |
| 06   | Pedro Rodríguez      | B.R.M.        | 14     | 0      | + 6:25,0  | 14    |                  |
| 07   | Denis Hulme          | McLaren-Ford  | 14     | 0      | + 6:31,0  | 11    |                  |
| 08   | Piers Courage        | B.R.M.        | 14     | 0      | + 7:56,4  | 08    |                  |
| 09   | Dan Gurney           | Eagle-Weslake | 14     | 1      | + 8:13,7  | 10    |                  |
| 10   | Hubert Hahne         | Lola-BMW      | 14     | 1      | + 10:11,4 | 18    |                  |
| 11   | Jackie Oliver        | Lotus-Ford    | 13     | 0      | + 1 Runde | 13    |                  |
| 12   | Kurt Ahrens          | Brabham-Repco | 13     | 0      | + 1 Runde | 17    |                  |
| 13   | Bruce McLaren        | McLaren-Ford  | 13     | 0      | + 1 Runde | 16    |                  |
| 14   | Richard Attwood      | B.R.M.        | 13     | 0      | + 1 Runde | 20    |                  |
| –    | Chris Amon           | Ferrari       | 11     | 0      | DNF       | 02    |                  |
| –    | Jean-Pierre Beltoise | Matra         | 8      | 0      | DNF       | 12    |                  |
| –    | Joseph Siffert       | Lotus-Ford    | 6      | 0      | DNF       | 09    |                  |
| –    | Lucien Bianchi       | Cooper-B.R.M. | 6      | 0      | DNF       | 19    |                  |
| –    | John Surtees         | Honda         | 3      | 1      | DNF       | 07    |                  |
| –    | Vic Elford           | Cooper-B.R.M. | 0      | 0      | DNF       | 05    | –                |
| DNS  | Silvio Moser         | Brabham-Repco | –      | –      | –         | –     | –                |

## WM-Stände nach dem Rennen
Die ersten sechs des Rennens bekamen 9, 6, 4, 3, 2, 1 Punkte. Die besten fünf Ergebnisse der ersten sechs und der zweiten sechs Rennen zählten zur Meisterschaft. In der Konstrukteurswertung zählten dabei nur die Punkte des bestplatzierten Fahrers eines Teams.

### Fahrerwertung
| Pos. | Fahrer                | Konstrukteur                 | Punkte |
| ---- | --------------------- | ---------------------------- | ------ |
| 01   | Graham Hill           | Lotus-Ford                   | 30     |
| 02   | Jackie Stewart        | Matra-Ford                   | 26     |
| 03   | Jacky Ickx            | Ferrari                      | 23     |
| 04   | Denis Hulme           | McLaren-Ford                 | 15     |
| 05   | Pedro Rodríguez       | B.R.M.                       | 11     |
| 06   | Chris Amon            | Ferrari                      | 10     |
| 07   | Jo Siffert            | Lotus-Ford / Cooper-Maserati | 9      |
| 08   | Bruce McLaren         | McLaren-Ford                 | 9      |
| 09   | Jean-Pierre Beltoise  | Matra                        | 9      |
| 10   | Jim Clark †           | Lotus-Ford                   | 9      |
| 11   | Jochen Rindt          | Brabham-Repco                | 8      |
| 12   | John Surtees          | Honda                        | 8      |
| 13   | Richard Attwood       | B.R.M.                       | 6      |
| 14   | Ludovico Scarfiotti † | Cooper-B.R.M.                | 6      |
| 15   | Lucien Bianchi        | Cooper-B.R.M.                | 5      |
| 16   | Brian Redman          | Cooper-B.R.M.                | 4      |
| 17   | Vic Elford            | Cooper-B.R.M.                | 3      |
| 18   | Jack Brabham          | Brabham-Repco                | 2      |

| Pos. | Fahrer              | Konstrukteur                     | Punkte |
| ---- | ------------------- | -------------------------------- | ------ |
| 19   | Jackie Oliver       | Lotus-Ford                       | 2      |
| 20   | Silvio Moser        | Brabham-Repco                    | 2      |
| 21   | Piers Courage       | B.R.M.                           | 1      |
| 22   | Joakim Bonnier      | McLaren-B.R.M. / Cooper-Maserati | 0      |
| 23   | John Love           | Brabham-Repco                    | 0      |
| 24   | Dan Gurney          | Eagle-Weslake / Brabham-Repco    | 0      |
| 25   | Hubert Hahne        | Lola-BMW                         | 0      |
| 26   | Kurt Ahrens         | Brabham-Repco                    | 0      |
| –    | Jackie Pretorius    | Brabham-Climax                   | 0      |
| –    | Sam Tingle          | LDS-Repco                        | 0      |
| –    | Basil van Rooyen    | Cooper-Climax                    | 0      |
| –    | Andrea de Adamich   | Ferrari                          | 0      |
| –    | Mike Spence †       | B.R.M.                           | 0      |
| –    | Dave Charlton       | Brabham-Repco                    | 0      |
| –    | Johnny Servoz-Gavin | Matra-Ford                       | 0      |
| –    | Jo Schlesser †      | Honda                            | 0      |
| –    | Robin Widdows       | Cooper-B.R.M.                    | 0      |

### Konstrukteurswertung
| Pos. | Konstrukteur  | Punkte |
| ---- | ------------- | ------ |
| 01   | Lotus-Ford    | 44     |
| 02   | Matra-Ford    | 29     |
| 03   | Ferrari       | 28     |
| 04   | McLaren-Ford  | 22     |
| 05   | B.R.M.        | 18     |
| 06   | Cooper-B.R.M. | 12     |
| 07   | Brabham-Repco | 10     |
| 08   | Honda         | 8      |

| Pos. | Konstrukteur    | Punkte |
| ---- | --------------- | ------ |
| 09   | Matra           | 6      |
| 10   | McLaren-B.R.M.  | 2      |
| 11   | Cooper-Maserati | 0      |
| 12   | Eagle-Weslake   | 0      |
| 13   | Lola-BMW        | 0      |
| –    | Brabham-Climax  | 0      |
| –    | LDS-Repco       | 0      |